# Rua Heitor Penteado
A Rua Heitor Penteado é uma importante via da zona oeste da cidade de São Paulo, que liga a região da Avenida Paulista e Av. Dr. Arnaldo à Lapa e ao Alto de Pinheiros.
A Heitor Penteado passa próximo aos bairros de Perdizes, Sumarezinho, Jardim das Bandeiras, Vila Madalena, Vila Anglo Brasileira e Alto de Pinheiros. Antes, a via era chamada de Estrada do Araçá.
A rua é predominantemente residencial, principalmente no trecho entre a Av. Dr. Arnaldo e a Avenida Pompeia e é nela que se localiza a Estação Vila Madalena, da Linha 2-Verde do Metrô de São Paulo.
Seu nome é uma homenagem ao advogado campineiro Heitor Teixeira Penteado, nascido em 1878, que foi vereador de Campinas e diretor do Banco do Estado de São Paulo, e que morreu em 1947.